# Спід-метал
Спід-метал, або швидкий метал (від англ. speed — швидкість) — різновид важкого металу, що розвинувся у другій половині 1970-х років і досяг найбільшої популярності в США на початку 1980-х років. Предтечею напрямку вважаються Motörhead,хоча й віднести її до цього стилю можна лише з натяжкою, все ж саме вони додали до виконання елементи хардкору та красту (хоча музику Motörhead часто відносять до хеві-метал, спід-метал або треш-метал і навіть називають [хто?] групу родоначальницею двох останніх стилів, Леммі не любив подібні ярлики і вважав за краще називати свою музику просто — «рок-н-ролом » ) .Швидкий метал відрізнявся зокрема більш швидкими, у порівнянні з традиційним хеві, темпами а також тим, що пауер-метал був куди більш мелодійнішим аніж спід-метал.
Спід-метал став важливим етапом у розвитку металевої музики, але так і не склався у самостійний напрямок зі своєю естетикою та окремим фендомом.
Як правило, до цього жанру відносять не групи в цілому, а окремі альбоми, пісні різних груп, які виконують також треш-метал,
пауер-метал або хеві-метал. 
Найпершим твором у цьому стилі вважають пісню «Highway Star» гурту Deep Purple (1972 рік).
До взірців спід-металу відносять альбоми:
- Metallica — альбом «Kill 'em all» (1983)
- Helloween — альбом «Walls of jericho» (1985)
- Exciter — альбом «Violence and force» (1984)
- Blind Guardian — альбом «Battalions of fear» (1988)
- Angel Dust — альбом «Into the dark past» (1988)